# Carlos Mérida
Pour les articles homonymes, voir Mérida.
Carlos Mérida (Guatemala, 1891 - Mexico, 1984) est un artiste guatémaltèque qui a été l'un des premiers à fusionner la peinture moderne européenne à des thèmes latino-américains, notamment ceux liés au Guatemala et au Mexique. Il s'est inscrit dans le mouvement du muralisme mexicain de par ses sujets mais moins au travers de son style, privilégiant un style non figuratif et plus tard géométrique plutôt qu'un style figuratif et narratif. Mérida est surtout connu pour ses peintures sur toile et ses peintures murales, ces dernières comprenant des éléments tels que des mosaïques de verre et de céramique sur des constructions importantes dans les années 1950 et 1960. L'une de ses œuvres majeures, 4 000 m2 sur le complexe d'habitation de Benito Juarez (en), a été complètement détruite par le séisme de 1985 à Mexico, mais il existe un monument qui lui est dédié dans un autre complexe au sud de la ville.

## Biographie
Carlos Mérida est né Carlos Santiago Ortega dans la ville de Guatemala, capitale du pays du Guatemala, de Serapio Santiago Mérida et Guadalupe Ortega Barnoya. Il a ensuite changé son nom, qu'il a trouvé plus sonore. Ses frères et ses enfants ont également pris le nom de Mérida par la suite,. Métissé espagnol/quiché, il fait la promotion de ce peuple amérindien apparenté aux Mayas toute sa vie,.
Dès son plus jeune âge, Mérida suit des cours de musique et d'art, et sa première passion est la musique, ce qui le conduit à prendre des leçons de piano,.
De 1907 à 1909, la famille part vivre dans la petite ville d'Almolonga, dans le département de Quetzaltenango au Guatemala, d'où elle est originaire. Le jeune Carlos Mérida continue d'y suivre des cours de musique et d'art,.
A 15 ans, une malformation de l'oreille lui fait perdre une partie de son ouïe et son père l'oriente vers la peinture,. Il se sent « vaincu » par la musique mais trouve que l'art visuel est un substitut acceptable. Après avoir terminé le collège et le retour de sa famille à la ville de Guatemala, il entre dans une école de commerce appelée Instituto de Artes y Oficios, puis Instituto de Ciencias y Letras, où il commence à avoir une réputation d'avant-garde.
En 1919, il épouse Dalila Gálvez, avec laquelle il a deux filles, Alma et Ana. Elle est issue d'une famille riche et comprend les aspirations de Mérida, bien que ses parents émettent des réserves sur ce mariage. Elle meurt dix ans avant lui en 1974,.
Le premier voyage de Mérida aux États-Unis a lieu en 1917, où il rencontre l'écrivain José Juan Tablada. Mérida fait plusieurs voyages en Europe au cours de sa vie pour étudier l'art et travailler comme artiste et diplomate. Ses premiers voyages dans les années 1920 et 1930 lui permettent de rencontrer les mouvements d'avant-garde en Europe ainsi que des artistes latino-américains de renom, notamment ceux du Mexique. Son dernier voyage remonte aux années 1950,.
En 1963, il fait don de toiles, de dessins et estampes et d'esquisses murales à l'université nationale autonome du Mexique.
En 1975 est créé en son honneur le Musée national d'Art moderne Carlos Mérida (es), qui met l'accent sur l'exposition d'art plastique guatémaltèque de la fin du XIXe siècle à la fin du XXe siècle et sur les nouvelles propositions plastiques nationales et internationales.
Mérida fait partie des artistes, avec Diego Rivera et Gerardo Murillo, qui se sont engagés à promouvoir l'artisanat et l'art populaire du Mexique et de l'Amérique centrale, avec un intérêt particulier pour ceux du Guatemala, en mettant souvent en scène dans ses œuvres des textiles ou des éléments de décoration mayas,.
Carlos Mérida meurt à Mexico à l'âge de 93 ans le 21 décembre 1984.

## Carrière
La carrière artistique de Mérida commencé alors qu'il est encore adolescent. Le retour de sa famille à Guatemala le met en contact avec divers artistes et intellectuels. À l'âge de dix-neuf ans, il contacte l'artiste et écrivain catalan Jaume Sabartés, qui aide Mérida à organiser sa première exposition individuelle dans les bureaux du journal El Economista à Guatemala en 1910,.

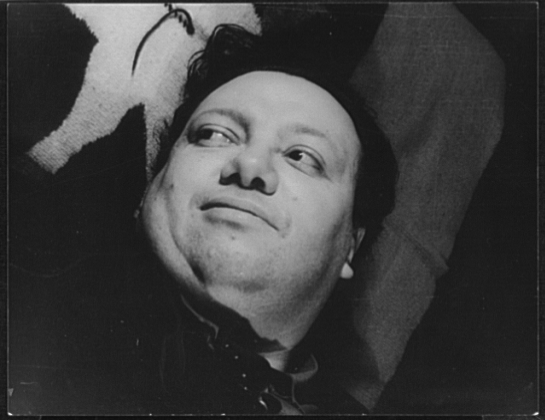
Diego Rivera en 1932.

Comme il y avait peu de possibilités pour les artistes au Guatemala, Mérida se rend à Paris en 1910 avec un ami nommé Carlos Valenti sur un cargo allemand,. Il vit et travaille à Paris jusqu'en 1914 et voyage dans une grande partie de l'Europe. Cela lui permet d'entrer en contact avec des artistes d'avant-garde européens tels qu'Amedeo Modigliani, Pablo Picasso et Piet Mondrian, ainsi qu'avec des artistes latino-américains étudiant en Europe tels que Diego Rivera, Ángel Zárraga et le Dr. Atl. Pour des raisons inconnues, son compagnon de voyage s'est suicidé dans son atelier, ce qui a profondément affecté Mérida et l'a fait perdre temporairement son intérêt pour l'art. L'artiste mexicain Roberto Montenegro l'a aidé à surmonter cette situation.
En 1914, Mérida retourne au Guatemala et voit son pays sous un autre jour, se passionnant pour la diversité folklorique. Sa deuxième exposition au Guatemala se tient au bâtiment Rosenthal en 1915, une exposition qui marque le début de la peinture moderne au Guatemala. Le temps passé avec des artistes mexicains en Europe l'incite à se rendre au Mexique en 1919, lorsque les combats de la révolution mexicaine prennent fin mais que le désordre est toujours très présent. Il arrive dans le pays un an avant le retour d'Europe de Diego Rivera.
Mérida est connu pour ses œuvres de chevalet et ses peintures murales. Sa première exposition au Mexique a lieu en 1920 à l'Institut national des Beaux-arts et de Littérature (es). La même année, il expose aux États-Unis à l'Hispanic Society of America,. Il participe à une exposition collective appelée Independent Artists Exhibition à New York en 1922 et expose individuellement à l'Académie nationale des Beaux-arts de Guatemala (en) et à la Valentin Dudesing Gallery à New York en 1926. Dans les années 1930 et 1940, la réputation de la peinture mexicaine s'accroît ; cependant, Mérida doit encore travailler pour que ses tableaux se vendent. Cela s'explique notamment par le fait que son travail diffère de celui des muralistes mexicains et qu'il est souvent mal accueilli par la critique. Mérida tient quarante-cinq expositions aux États-Unis et dix-huit au Mexique de 1928 à 1948. Parmi celles-ci, une exposition avec Rufino Tamayo au New York Art Center (1930) ; aux galeries John Becker et Valentine de New York (1930), au Club de Escritores de México et la Galería Posada à Mexico (1931), à la Stedhal Gallery et la Stanley Rose Gallery à Los Angeles, la East West Gallery à San Francisco, le Palacio de Bellas Artes et les galeries Georgette Passedoit et Cuchnitz à New York (1939-1940) ainsi que l'exposition internationale surréaliste en 1940 à Mexico. Il travaille intensément dans les années 1950, 1960 et 1970, produisant des dessins, des estampes, des esquisses scénographiques pour la danse et des tapisseries, jouant avec les variantes géométriques. Parmi les autres lieux où il a exposé, on peut citer l'université Harvard, le Berkeley Art Museum de l'université de Californie à Berkeley, le Metropolitan Museum of Art et le musée des Beaux-Arts de Boston. En 1954, il a exposé au Museo de Bellas Artes à Caracas.
Parmi ses œuvres importantes, citons Alcalde de Almolonga, Bucólica, Imágenes de Guatemala (portfolio), Danzas de Mexico (album), Carnaval en México (album), Mexican costume (album), Trajes regionales mexicanos (album), Trajes indígenas de Guatemala (album), La virgen y las fieras, Divagaciones plásticas alrededor de un tema azteca (série), Estilización de motivos mayas et La mestiza de Guatemala,.
Les premières œuvres monumentales de Mérida sont liées au muralisme mexicain, une des raisons pour lesquelles il s'installe au Mexique à la fin de la révolution mexicaine. Il y rejoint un groupe appelé Renacimiento Mexicano (Renaissance mexicaine), puis travaille avec Diego Rivera comme assistant à l'Amphithéâtre Bolivar (collège San Ildefonso de Mexico) aux côtés de Jean Charlot, Amado de la Cueva (en) et Xavier Guerrero,. Il peint également Caperucita roja y los cuatro elementos à la bibliothèque pour enfants du Secrétariat à l'Éducation publique.

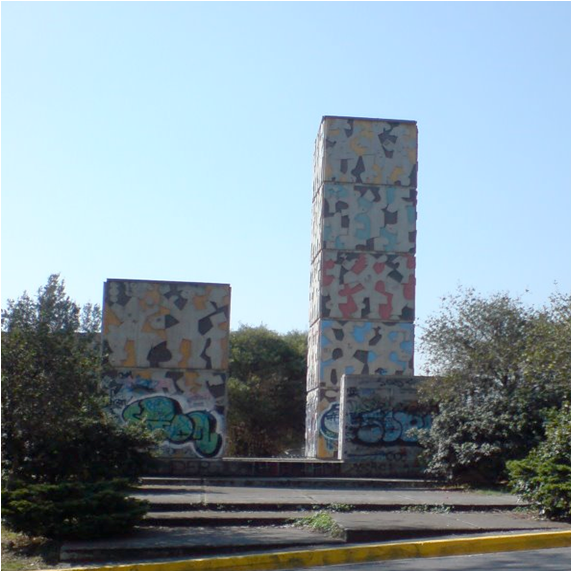
Fuentes brotantes, restes du, qui a été détruit par le séisme de 1985 à Mexico.

À la fin des années 1940, il travaille à nouveau sur des peintures murales, à la Secretaria de Rucursos Hidraulicos et dans le quartier des enfants du complexe d'habitations Miguel Alemán avec Mario Pani (en), ce qui suscite de l'intérêt pour un concept appelé « intégration plastique » associant art et architecture. En 1950, il retourne en Europe et étudie les techniques de la mosaïque vénitienne en Italie. Le grand projet suivant en collaboration avec Pani est le complexe d'habitation de Benito Juarez (en) de 4 000 m2. Le concept de ce projet est de rendre les œuvres clairement visibles aux voitures passant devant les bâtiments,. Cependant, ces travaux ont été détruits en même temps que la plus grande partie du complexe d'habitations lors du séisme de 1985 à Mexico. Un monument au projet Juarez a été érigé par un étudiant de Mérida, Alfonso Soto Soria, dans le complexe résidentiel Fuentes Brotantes au sud de Mexico, en utilisant les plans de l'œuvre originale. Parmi les autres projets de ce type, on peut citer les mosaïques de verre murales du bâtiment de l'Alianza Reaseguros à Mexico (1953), l'œuvre d'art de la Torre Banobras au centre de Tlatelolco, le Cine Mácar et le Musée national d'anthropologie de Mexico (1964). Au Guatemala, il réalise également des peintures murales et d'autres œuvres monumentales, notamment au Palais municipal de Guatemala (La mestiza de Guatemala), à la Chancellerie du Guatemala (Glorificación de Quetzal, 1955), à l'Institut guatémaltèque de Sécurité sociale, au Crédit hypothécaire national et à la Banque du Guatemala (1956).
En plus des toiles et des peintures murales, Mérida travaille également dans le domaine de l'éducation. En 1932, il fonde l'école de danse du Secrétariat de l'éducation publique avec Carlos Orozco Romero (en) et invite d'autres artistes comme Agustín Lazo Adalid (en), Leopoldo Méndez, Silvestre Revueltas et Blas Galindo à y participer. Mérida dirige l'école pendant trois ans en travaillant avec des danseuses telles que Gloria (es) et Nellie Campobello (en), Graciela Arriaga, Anna Sokolow, Waldeen Falkenstein (en), Gloria Contreras (es), Evelia Beristain, Rosa Rayna et sa propre fille Ana Mérida (en),. Pour Carlos Mérida, la danse est un moyen d'exprimer ce que ne peuvent pas faire la peinture et la musique. Cet intérêt pour la danse l'amène à concevoir les décors et les costumes de vingt-deux œuvres de 1940 à 1979. Il s'intéresse particulièrement à la danse indigène, documentant 162 d'entre elles, dont certaines étaient totalement préhispaniques,. En outre, en 1942, il est invité à enseigner la peinture sur fresque au North Texas State Teacher's College de Denton, devenu l'université de North Texas,.
En 1957, Mérida remporte le prix de l'acquisition à la IVe Biennale de São Paulo, au Brésil. Il obtient sa première grande reconnaissance en 1958, lorsqu'il a reçoit l'ordre du Quetzal du gouvernement guatémaltèque. Cette reconnaissance est suivie par l'attribution d'un prix artistique annuel de l'Institut des beaux-arts du Guatemala, qui porte son nom, et de l'Orden al Mérito Cultual y Artistico, également du Guatemala.
Sa première rétrospective a lieu en 1966, organisée par la Banque du Guatemala. Il participe à la IIIe Biennale de gravure latino-américaine de San Juan (Porto Rico) en 1974 et au Panorama Artístico de la Gráficia au Palacio de Bellas Artes en 1979. En 1980, il reçoit l'ordre de l'Aigle aztèque, la plus haute distinction que le Mexique accorde aux étrangers. Le Palacio de Bellas Artes a organisé d'importantes rétrospectives en 1981 et en 1992. Depuis sa mort, d'autres événements ont honoré son travail, notamment une rétrospective au Museo Metropolitano de Monterrey (es) (2000), une rétrospective à l'Instituto de Artes Gráficas de Oaxaca (es) (2008), une autre au Museo Modelo de Ciencias e Industria (es) (2010), et la galerie Ana Lucia Gómez à Guatemala a rendu hommage à l'artiste en 2011.
Les œuvres de Mérida se trouvent dans de grandes collections publiques et privées à travers le monde, notamment au musée d'Art moderne de San Francisco, au MoMA — qui a régulièrement inclus ses œuvres dans des rétrospectives sur l'art mexicain ou latino-américain en général —, à l'Art Institute of Chicago, au Minneapolis Institute of Art, au Philadelphia Museum of Art et au British Museum.

## Œuvre
Carlos Mérida est surtout connu pour ses œuvres sur toile et ses peintures murales, dont la plupart ont été réalisées au Mexique. Mais il a également fait de la gravure, des décors et des mosaïques.
Sa direction artistique a été comparée à celle de Rufino Tamayo, rejetant généralement les peintures narratives à grande échelle, lui préférant la toile, s'intéressant davantage à devenir peintre qu'à faire de la politique. (à l'exception des années 1950 où il a été horrifié par les essais nucléaires). Il a expérimenté la couleur et la forme ainsi que les techniques. La musique et la danse ont été des centres d'intérêt de toute une vie et ont influencé ses peintures avec des pièces rythmées, poétiques et lyriques.
Il a connu trois grandes époques, une période figurative de 1907 à 1926, une phase surréaliste de la fin des années 1920 au milieu des années 1940 et, de 1950 à sa mort, des formes géométriques ont caractérisé son travail. Il se trouve en Europe au moment où l'avant-garde passe de l'impressionnisme au cubisme et est influencé par les œuvres d'Amedeo Modigliani et de Picasso. Sa phase surréaliste vient à nouveau de l'Europe, où il rencontre non seulement Paul Klee et Juan Miró, mais aussi son compatriote guatémaltèque le poète Luis Cardoza y Aragón. À cette époque, il abandonne son ancien style figuratif et devient l'un des premiers artistes non figuratifs du Mexique, s'orientant vers l'abstractionnisme, ce qui l'éloigne des autres artistes mexicains,. Cette orientation vers le non figuratif se poursuit dans son travail ultérieur, mais en mettant l'accent sur les éléments géométriques, en particulier ceux liés aux cultures indigènes du Nouveau Monde comme les Mayas,. Son travail est considéré comme hautement intellectuel, ne représentant pas des choses, mais plutôt un concept de celles-ci. L'écrivain mexicain Salvador Novo a écrit : « Le monde préhispanique, en Carlos Mérida, atteint une synthèse parfaite, une sublimation idéale du rythme numérique issue de la géométrie. La dette de la peinture abstraite de notre époque envers Carlos Mérida est donc aussi grande que son œuvre est pérenne, solide et pertinente. »

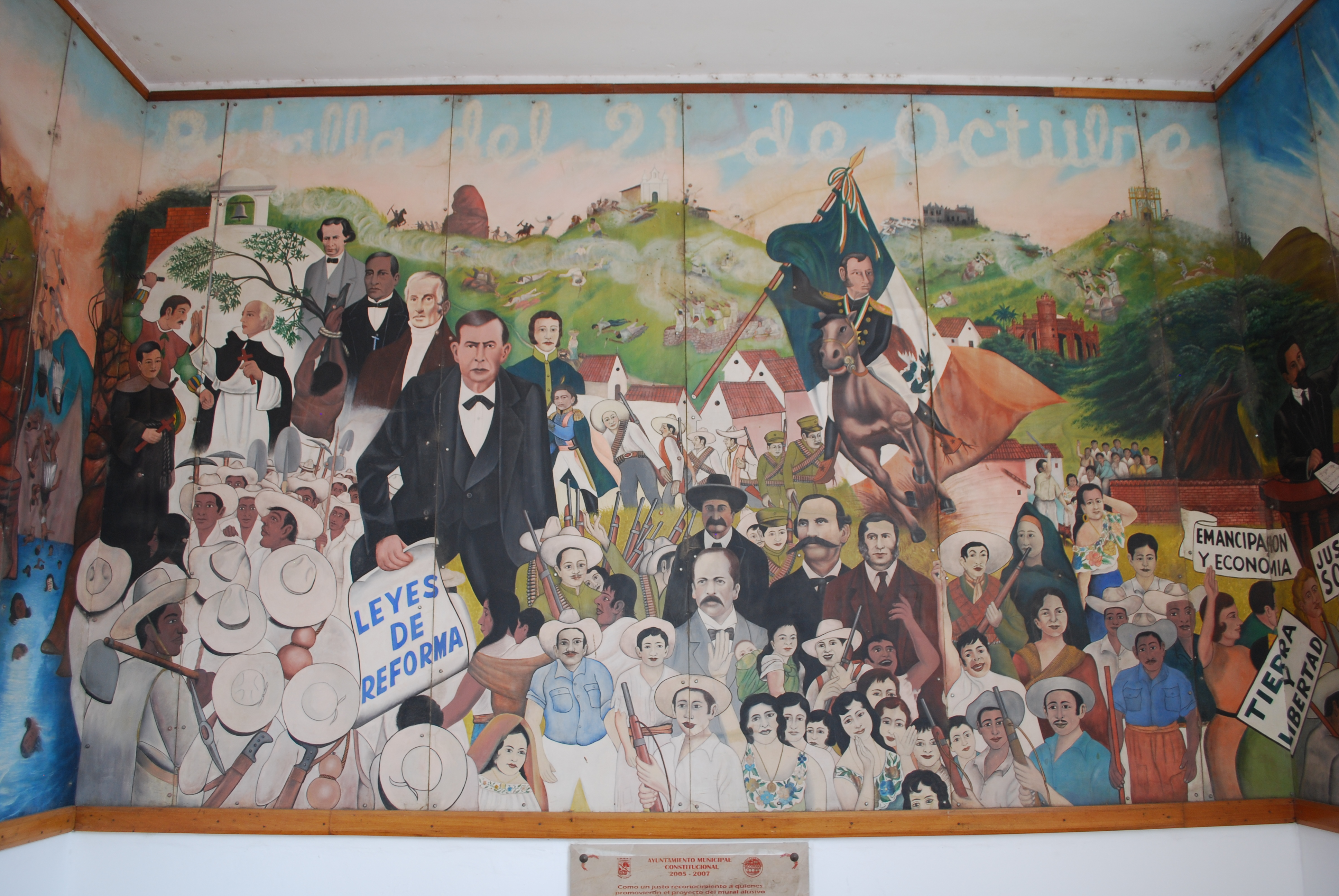
Peinture murale au palais municipal de Chiapa de Corzo (Chiapas, Mexique).

Bien que fortement influencé par les tendances européennes, en particulier dans ses premières œuvres, Mérida a estimé qu'il était important de souligner son identité et sa culture américaines (du Nouveau Monde). Il a fusionné le modernisme européen avec des formes et des sujets propres aux Amériques, notamment parce qu'en Europe, il a constaté que les artistes européens ne s'intéressaient pas à ce qui se passait de l'autre côté de l'Atlantique. Il s'est convaincu de la nécessité d'établir un art indigène américain qui exprimerait « le caractère original qui anime notre nature et notre race engendrera inévitablement une expression artistique personnelle ». Son travail reflète les civilisations maya et aztèque ainsi que la période coloniale en représentant les indigènes comme symboles du Mexique post-révolutionnaire. Il a même intégré du papier d'amate indigène dans certaines de ses œuvres. Bien que faisant partie du muralisme mexicain, il l'a légèrement précédé en promouvant des motifs indigènes sept ans avant que Rivera ne conduise la peinture mexicaine à la célébrité. Luis Cardoza y Aragon l'a qualifié de pionnier de l'art latino-américain, en peignant des éléments tels que les peuples indigènes, les paysages mexicains et d'Amérique centrale sans exagération, ce qui n'avait jamais été fait auparavant. Cette insistance sur le Nouveau Monde s'est exprimée non seulement par des images folkloriques, en particulier dans ses premiers travaux, mais aussi dans ses dernières œuvres. La découverte de Bonampak l'a grandement inspiré : il a tiré de nouvelles idées des ruines et s'est intéressé à l'intégration de la peinture et de la sculpture dans l'architecture,.